# Ensemble maigre
En topologie, dans le contexte des espaces de Baire, un ensemble maigre (on dit aussi de première catégorie) est une partie d'un espace de Baire qui, en un sens technique, peut être considérée comme de taille infime. Un ensemble comaigre est le complémentaire d'un ensemble maigre. Une partie qui n'est pas maigre est dite de deuxième catégorie.

## Définition
Un sous-ensemble d'un espace topologique E est dit maigre lorsqu'il est contenu dans une réunion dénombrable de fermés de E qui sont tous d'intérieur vide.
Dit autrement, un sous-ensemble de E est maigre si et seulement s'il est réunion dénombrable d'ensembles nulle part denses dans E.

## Propriétés
La notion est « sans intérêt » quand l'espace ambiant E n'est pas un espace de Baire. En effet, si E n'est pas de Baire, une partie maigre peut être égale à l'espace tout entier. En revanche, quand E est de Baire, la définition de ces espaces fournit aussitôt la caractérisation suivante :

Une partie d'un espace de Baire est :
- maigre lorsqu'elle est contenue dans un Fσ d'intérieur vide ;
- comaigre lorsqu'elle contient un Gδ dense.

Il découle aussi de la définition qu'une réunion dénombrable de maigres est maigre. Cela fournit une technique rodée de preuve utilisée pour prouver qu'un certain sous-ensemble P d'un espace de Baire (non vide) E n'est pas vide : on décrit P comme intersection dénombrable d'une suite d'ensembles Pn dont on est capable de prouver qu'ils sont comaigres. L'ensemble P étant alors lui-même comaigre, il est dense dans E et a fortiori non vide. Bien mieux : si E est séparé et parfait (c.-à-d. sans point isolé), P est non dénombrable, et si E est un espace complètement métrisable parfait non vide, P a même au moins la puissance du continu.
Si O est un ouvert de E alors toute partie maigre de O (pour la topologie induite) est maigre dans E (puisque toute partie nulle part dense de O est nulle part dense dans E).

## Exemples
- Au sein de l'ensemble ℝ des réels, qui est un espace métrique complet et donc un espace de Baire, l'ensemble ℚ des rationnels est maigre (c'est même un Fσ maigre) puisqu'on peut le représenter comme réunion dénombrable de singletons[1]. Sur cet exemple, on constate qu'une partie maigre n'a aucune raison d'être nulle part dense dans l'espace ambiant : ici elle est au contraire dense dans ℝ.
- On en déduit que l'ensemble ℝ\ℚ des irrationnels n'est pas maigre : s'il l'était, sa réunion avec ℚ serait aussi maigre ; or elle est égale à ℝ qui n'est pas d'intérieur vide, donc pas maigre[1].
- L'ensemble des nombres normaux est maigre, « bien que » son complémentaire soit négligeable[5].